# Campionati europei di badminton 1980
I Campionati europei di badminton 1980 si sono svolti a Groninga, nei Paesi Bassi. È stata la 7ª edizione del torneo organizzato dalla Badminton Europe.

## Podi
| Evento              | Oro                              | Argento                            | Bronzo                               |
| Singolare maschile  | Flemming Delfs                   | Morten Frost                       | Svend Pri                            |
| Singolare maschile  | Flemming Delfs                   | Morten Frost                       | Ray Stevens                          |
| Singolare femminile | Liselotte Blumer                 | Anette Börjesson                   | Jane Webster                         |
| Singolare femminile | Liselotte Blumer                 | Anette Börjesson                   | Lena Axelsson                        |
| Doppio maschile     | Claes Nordin and Stefan Karlsson | Bengt Fröman and Thomas Kihlström  | Flemming Delfs and Steen Skovgaard   |
| Doppio maschile     | Claes Nordin and Stefan Karlsson | Bengt Fröman and Thomas Kihlström  | Mike Tredgett and Ray Stevens        |
| Doppio femminile    | Jane Webster and Nora Perry      | Kirsten Larsen and Pia Nielsen     | Anne Skovgaard and Dorte Kjaer       |
| Doppio femminile    | Jane Webster and Nora Perry      | Kirsten Larsen and Pia Nielsen     | Alla Prodan and Nadezhda Litvincheva |
| Doppio misto        | Mike Tredgett and Nora Perry     | Lars Wengberg and Anette Börjesson | Billy Gilliland and Christine Heatly |
| Doppio misto        | Mike Tredgett and Nora Perry     | Lars Wengberg and Anette Börjesson | Derek Talbot and Karen Chapman       |
| Gara a Squadre      | Danimarca                        | Inghilterra                        | Svezia                               |

## Medagliere
| Posiz. | Nazione          | Oro | Argento | Bronzo | Totale |
| ------ | ---------------- | --- | ------- | ------ | ------ |
| 1      | Danimarca        | 2   | 2       | 3      | 7      |
| 2      | Inghilterra      | 2   | 1       | 4      | 7      |
| 3      | Svezia           | 1   | 3       | 2      | 6      |
| 4      | Svizzera         | 1   | 0       | 0      | 1      |
| 5      | Scozia           | 0   | 0       | 1      | 1      |
| 5      | Unione Sovietica | 0   | 0       | 1      | 1      |
| Totale | Totale           | 6   | 6       | 11     | 23     |